# Municipio Coro Coro
Das Municipio Coro Coro (auch: Corocoro) liegt im Departamento La Paz im südamerikanischen Anden-Staat Bolivien.

## Lage im Nahraum
Das Municipio Coro Coro ist eines von acht Municipios der Provinz Pacajes und liegt im nordöstlichen Teil der Provinz. Es grenzt im Südwesten an das Municipio Calacoto, im Süden an das Municipio Callapa, im Osten an die Provinz Aroma und an das Municipio Waldo Ballivián, im Norden an das Municipio Comanche und im Nordwesten an das Municipio Caquiaviri.
Das Municipio umfasst 100 Ortschaften (localidades), der zentrale Ort des Municipios ist Coro Coro mit 1853 Einwohnern (Volkszählung 2012) im zentralen Teil des Municipios.

## Geographie
Das Municipio Coro Coro liegt auf einer mittleren Höhe von 4000 m südlich des Titicacasees auf dem bolivianischen Altiplano zwischen den Anden-Gebirgsketten der Cordillera Occidental im Westen und der Cordillera Central im Osten.
Die Region weist ein ausgeprägtes Tageszeitenklima auf, bei dem die Temperaturen im Tagesverlauf stärker schwanken als im Jahresverlauf.

Die mittlere Jahrestemperatur der Region liegt bei 7 °C (siehe Klimadiagramm Coro Coro), die Monatsdurchschnittstemperaturen schwanken nur unwesentlich zwischen knapp 4 °C im Juli und gut 8 °C im Dezember. Der Jahresniederschlag beträgt 500 mm, die Monatsniederschläge liegen zwischen unter 10 mm von Mai bis August und bei 100 bis 125 mm im Januar und Februar.

## Bevölkerung
Die Einwohnerzahl des Municipios Coro Coro ist zwischen 1992 und 2024 um knapp ein Drittel angestiegem:
| Jahr | Einwohner | Quelle       |
| ---- | --------- | ------------ |
| 1992 | 10.490    | Volkszählung |
| 2001 | 11.813    | Volkszählung |
| 2012 | 10.628    | Volkszählung |
| 2024 | 13.395    | Volkszählung |

Das Municipio hatte bei der letzten Volkszählung von 2024 eine Bevölkerungsdichte von 12,2 Einwohnern/km², die Lebenserwartung der Neugeborenen im Jahr 2001 lag bei 61,7 Jahren, und die Säuglingssterblichkeit war von 8,2 Prozent (1992) auf 6,6 Prozent im Jahr 2001 gesunken.
Der Alphabetisierungsgrad bei den über 19-Jährigen beträgt 83,8 Prozent, und zwar 94,9 Prozent bei Männern und 72,7 Prozent bei Frauen (2001).
77,9 Prozent der Bevölkerung sprechen Spanisch, 86,4 Prozent sprechen Aymara, und 0,6 Prozent Quechua. (2001)
82,5 Prozent der Bevölkerung haben keinen Zugang zu Elektrizität, 80,9 Prozent leben ohne sanitäre Einrichtung (2001).
68,1 Prozent der insgesamt 3.641 Haushalte besitzen ein Radio, 9,6 Prozent einen Fernseher, 31,6 Prozent ein Fahrrad, 0,8 Prozent ein Motorrad, 2,1 Prozent ein Auto, 1,0 Prozent einen Kühlschrank und 0,3 Prozent ein Telefon. (2001)

## Politik
Ergebnis der Regionalwahlen (concejales del municipio) vom 4. April 2010:
| Wahlberechtigte |  | Stimmen | gültig |  | QATUQI | MAS-IPSP | ASP    | M.P.S. | MSM   | P.P.Q.A. |
| --------------- |  | ------- | ------ |  | ------ | -------- | ------ | ------ | ----- | -------- |
| 4.416           |  | 3.936   | 2.627  |  | 883    | 722      | 579    | 231    | 128   | 84       |
|                 |  | 89,1 %  | 66,7 % |  | 33,6 % | 27,5 %   | 22,0 % | 8,8 %  | 4,9 % | 3,2 %    |

Ergebnis der Regionalwahlen (elecciones de autoridades políticas) vom 7. März 2021:
| Wahl- berechtigte |  | Wahl- beteiligung | gültige Stimmen |  | MAS-IPSP | J.A.LLALLA.L.P. | MTS    | PBCSP  | PDC    | FPV    | MPS    |
| ----------------- |  | ----------------- | --------------- |  | -------- | --------------- | ------ | ------ | ------ | ------ | ------ |
| 5.163             |  | 4.426             | 3.767           |  | 1.727    | 1.102           | 374    | 202    | 58     | 58     | 50     |
|                   |  | 85,69 %           | 85,15 %         |  | 45,85 %  | 29,25 %         | 9,93 % | 5,36 % | 1,54 % | 1,54 % | 1,33 % |

## Gliederung
Das Municipio untergliederte sich bei der letzten Volkszählung von 2012 in die folgenden zehn Kantone (cantones):
- 02-0301-01 Kanton Coro Coro – 3 Ortschaften – 1.916 Einwohner
- 02-0301-02 Kanton Topohoco – 14 Ortschaften – 1.868 Einwohner
- 02-0301-03 Kanton Caquingora – 15 Ortschaften – 1.329 Einwohner
- 02-0301-04 Kanton Rosapata Huancarama – 5 Ortschaften – 386 Einwohner
- 02-0301-05 Kanton Jayuma Llallagua – 10 Ortschaften – 459 Einwohner
- 02-0301-06 Kanton Jancko Marca Sirpa – 7 Ortschaften – 548 Einwohner
- 02-0301-07 Kanton Villa Exaltación de Enequella – 17 Ortschaften – 1.699 Einwohner
- 02-0301-08 Kanton Porvenir de Quilloma – 8 Ortschaften – 714 Einwohner
- 02-0301-09 Kanton Muro Pilar Mejillones – 15 Ortschaften – 1.026 Einwohner
- 02-0301-10 Kanton José Manuel Pando – 6 Ortschaften – 683 Einwohner

## Ortschaften im Municipio Coro Coro
- Kanton Coro Coro
  - Coro Coro 1853 Einw.